# Rue des Orfèvres (Strasbourg)
Ne doit pas être confondu avec Rue des Orfèvres.
La rue des Orfèvres (en allemand Goldschmiedgasse, en dialecte alsacien Goldschmidtgass) est une rue du centre-ville de Strasbourg.

## Situation et accès
Située dans une zone piétonne, elle relie la rue du Temple-Neuf à la rue des Hallebardes.

## Origine du nom
Elle compte plusieurs édifices remarquables, dont quelques maisons d'orfèvres du XVIIIe siècle, auxquels elle doit son nom.

## Historique
En 1276, la voie portait le nom de Bredigergasse (« rue des Frères prêcheurs »), avant de devenir la Grosse Bredigergasse (1431), puis la Grosse Predigergasse (1580). La référence aux orfèvres – présents dans la rue depuis la fin du Moyen Âge – apparaît en 1680 lorsqu'elle prend le nom de Goldschmiedgasse. À la Révolution, elle devient « rue de Calas » (1794), puis « rue des Orfèvres » (1817, 1918, 1945), après avoir repris son nom germanique à trois reprises (1817, 1872, 1940).

### Attentat de 2018
Située à quelques dizaines de mètres des différents lieux où se déroule le marché de Noël de Strasbourg (Christkindelsmärik), la rue des Orfèvres a été le théâtre d'une fusillade le 11 décembre 2018.

## Bâtiments remarquables et lieux de mémoire

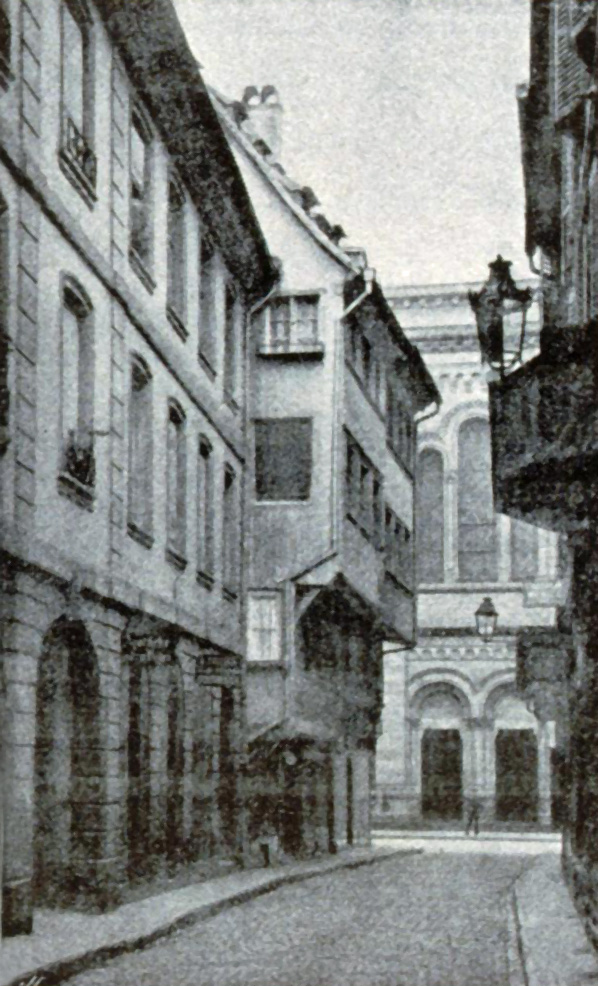
Double encorbellement des nos 6-8 (1894).

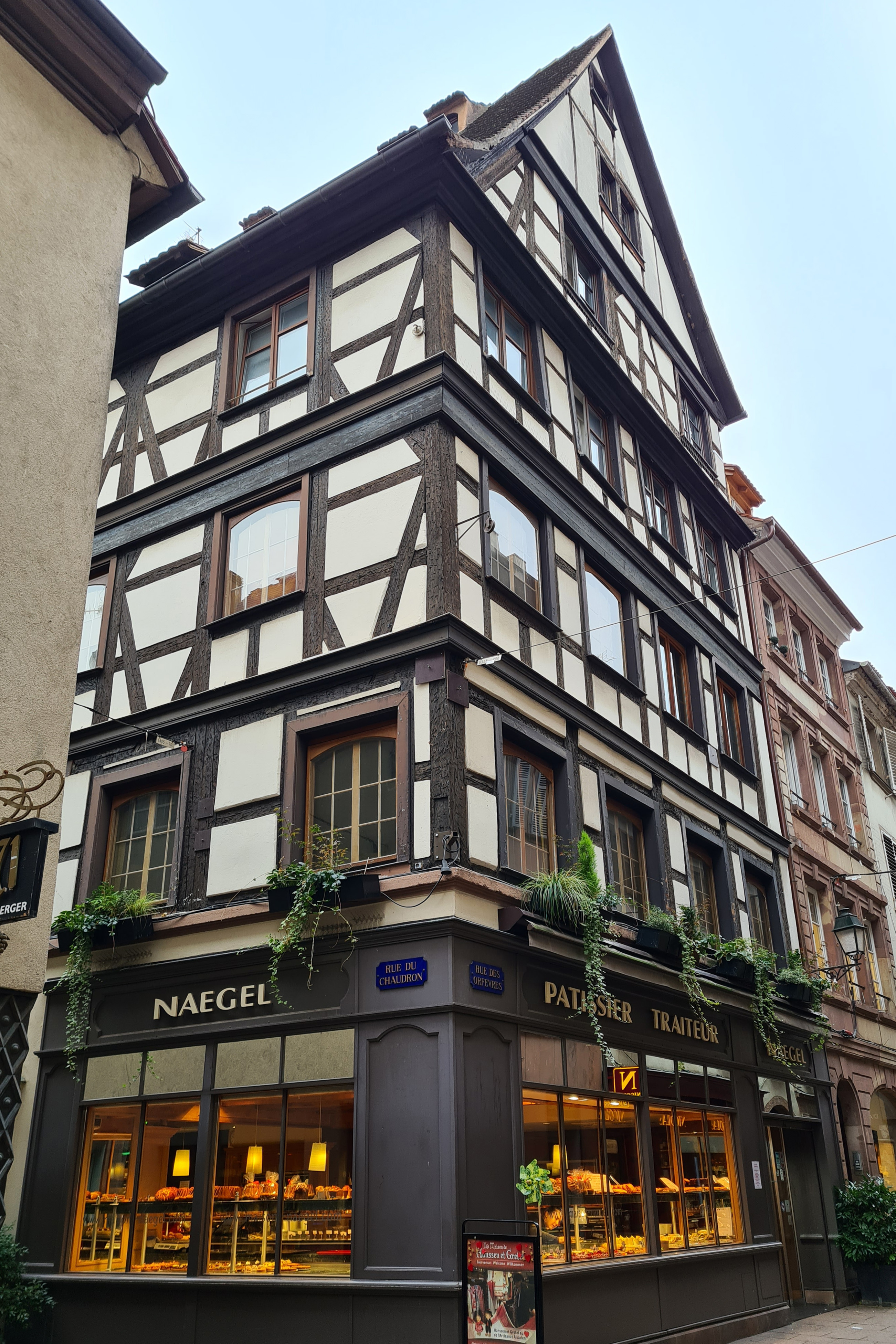
Pignon du no 9 à l'angle de la rue du Chaudron.

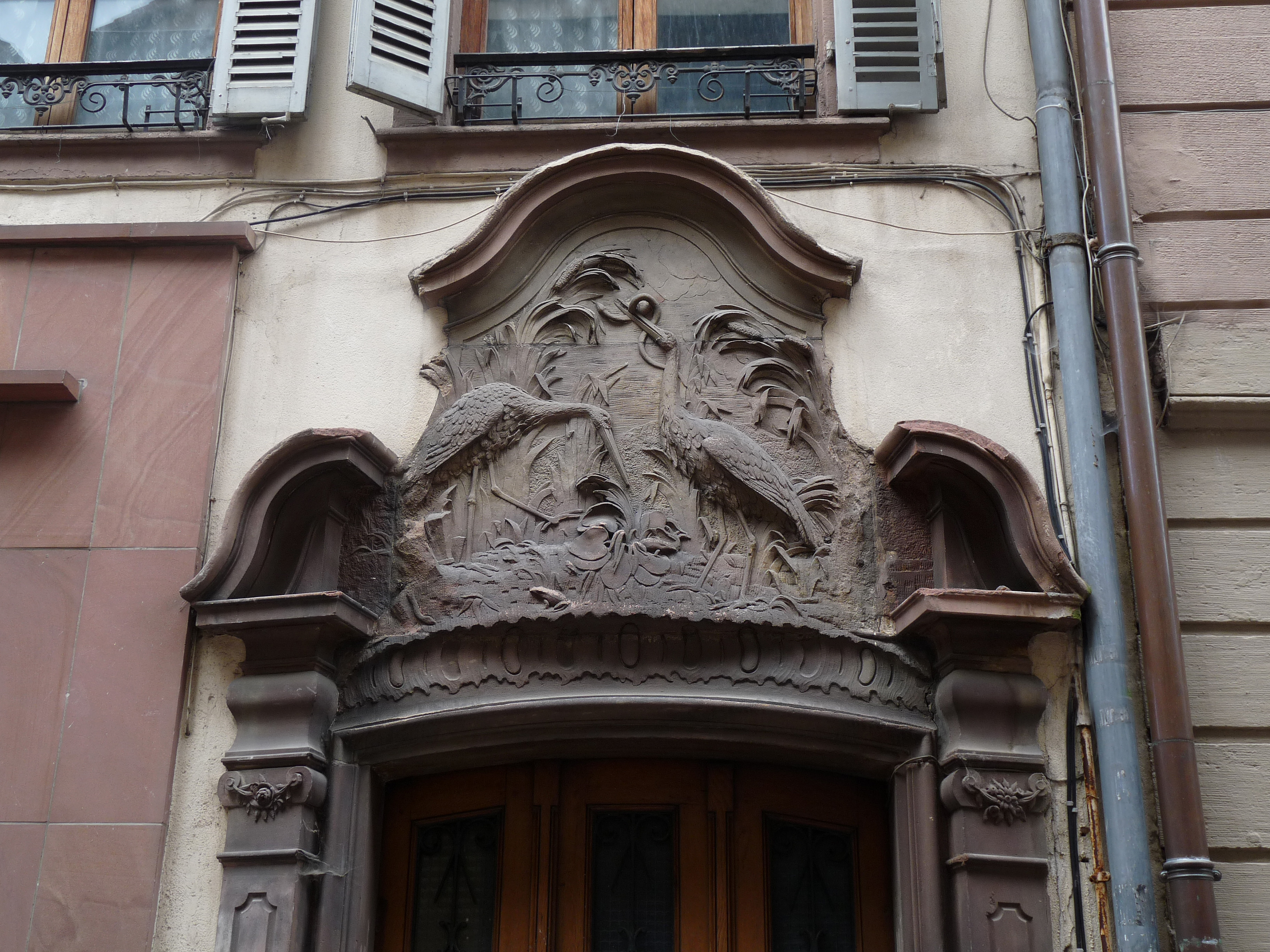
Haut-relief en grès de la maison aux Cigognes.

"Hommages
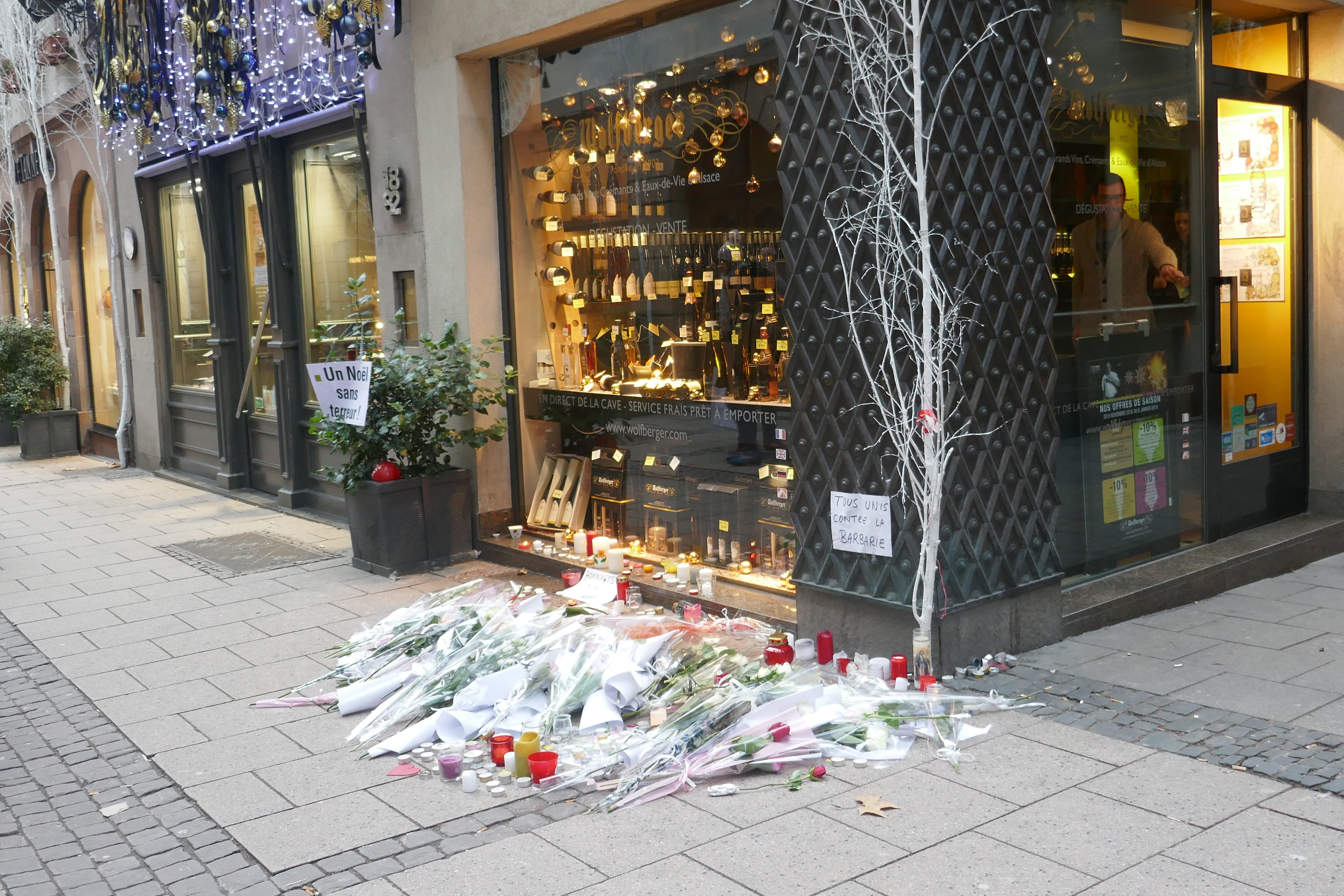
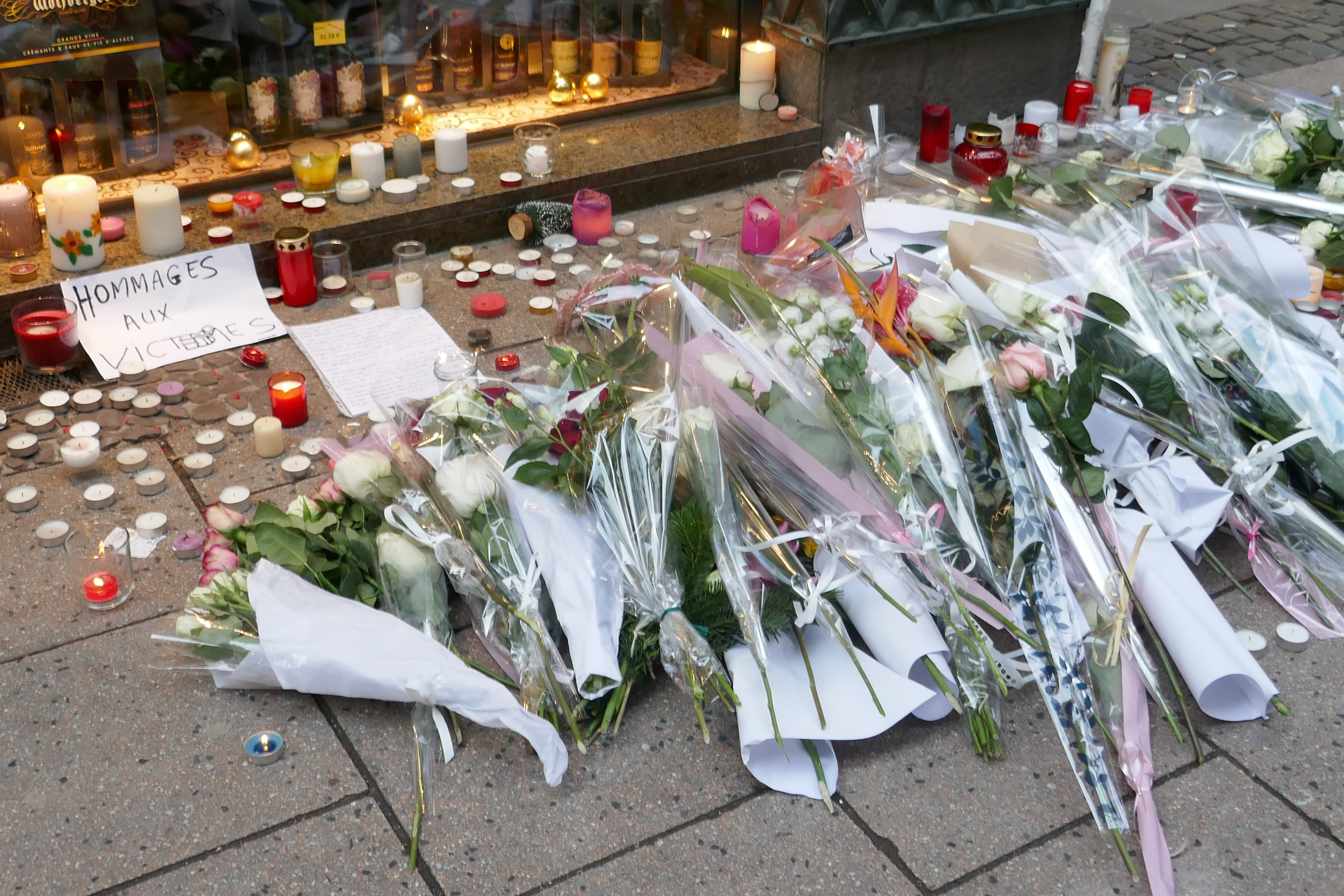
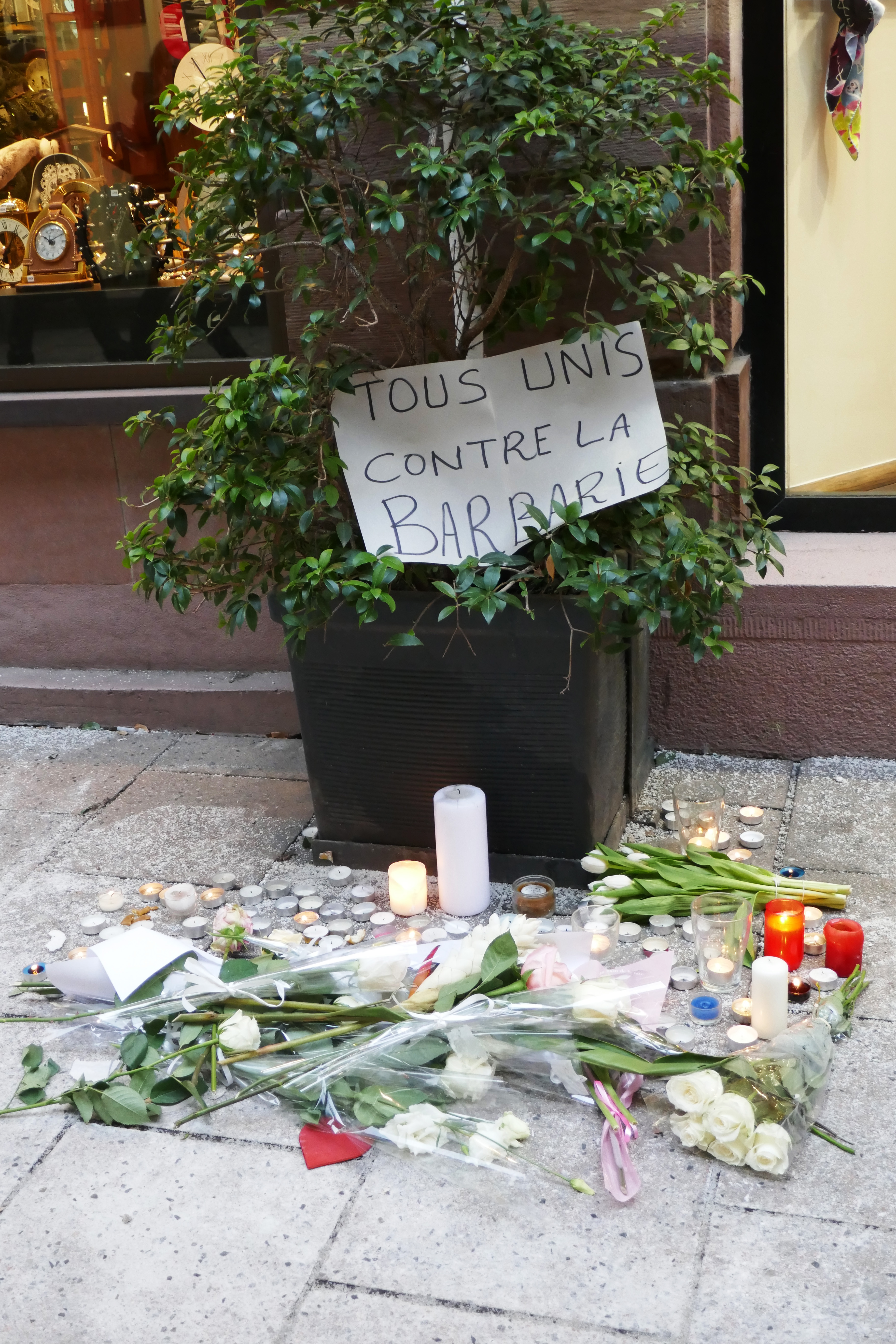
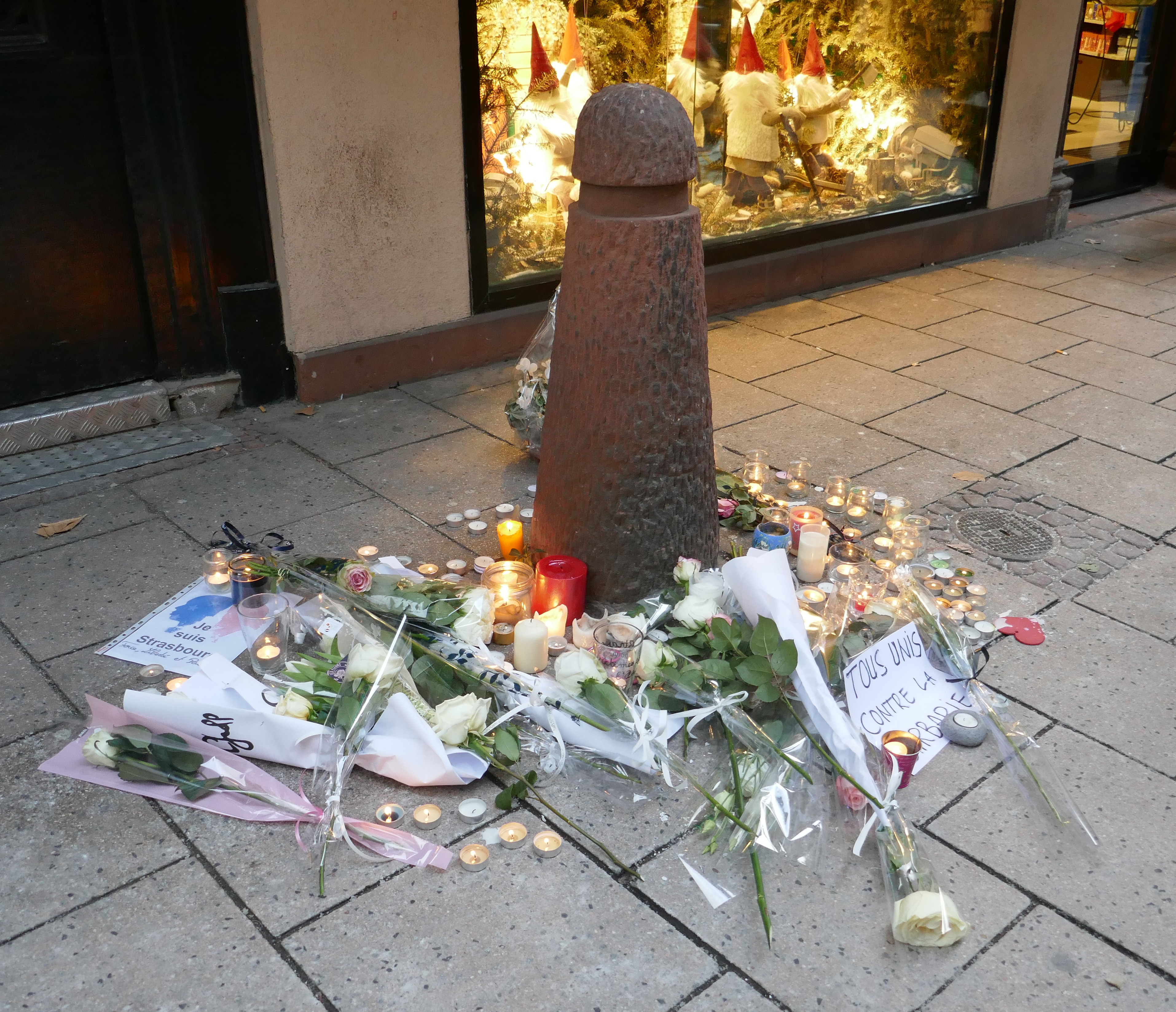
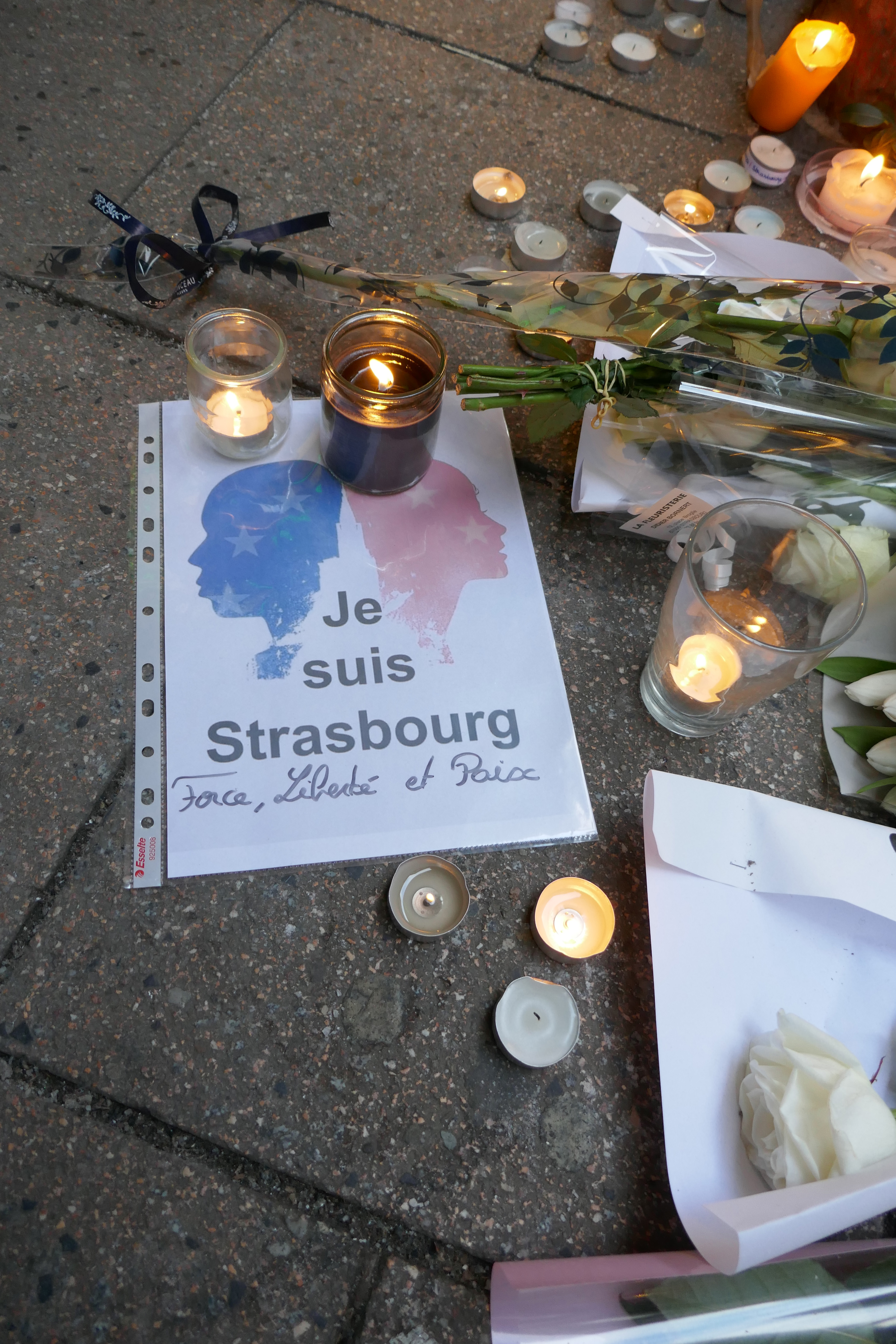

no 1À l'angle de la rue du Temple-Neuf, cet immeuble néo-classique a été construit en 1808.
no 2Un dessin d'Alfred Touchemolin montre l'ancien aspect de cet emplacement, où vécut et mourut l'architecte Daniel Specklin au XVIe siècle. L'artiste la désigne sous le nom de « Maison Imlin », car elle fut achetée en 1809 par l'orfèvre François Daniel Imlin et sa femme Marie Madeleine Albrecht, puis en 1827 par Emmanuel Frédéric Imlin et Marie Elisabeth Feyhl. En 1860 elle est démolie par la Ville pour élargir l'espace public.
no 3La maison date du XVIIIe siècle.
no 4L'orfèvre Charles Raeuber vécut dans cette maison au XIXe siècle.
nos 6-8Les deux maisons sont dotées d'un double encorbellement, l'une datant du XVIIe siècle, l'autre du XVIIIe
no 9Au XVe siècle Jean Ott, peintre-verrier de l'Œuvre Notre-Dame, demeurait à cet endroit. L'édifice actuel, une haute maison à colombages, dotée d'un pignon, date du XVIIe siècle. Il abrite une pâtisserie.
nos 10-12Depuis 1738, ces deux maisons remplacent l'Hôtel de la Prévôté du Chapitre. Un passage voûté conduit vers la place du Marché-Neuf.
no 14Maison aux Cigognes : plusieurs orfèvres y vécurent, tels que Jacob Oberlin, Jacques Henri Alberti ou Jean Louis Buttner.  L'édifice est inscrit au titre des monuments historiques depuis le 13 juin 1929.

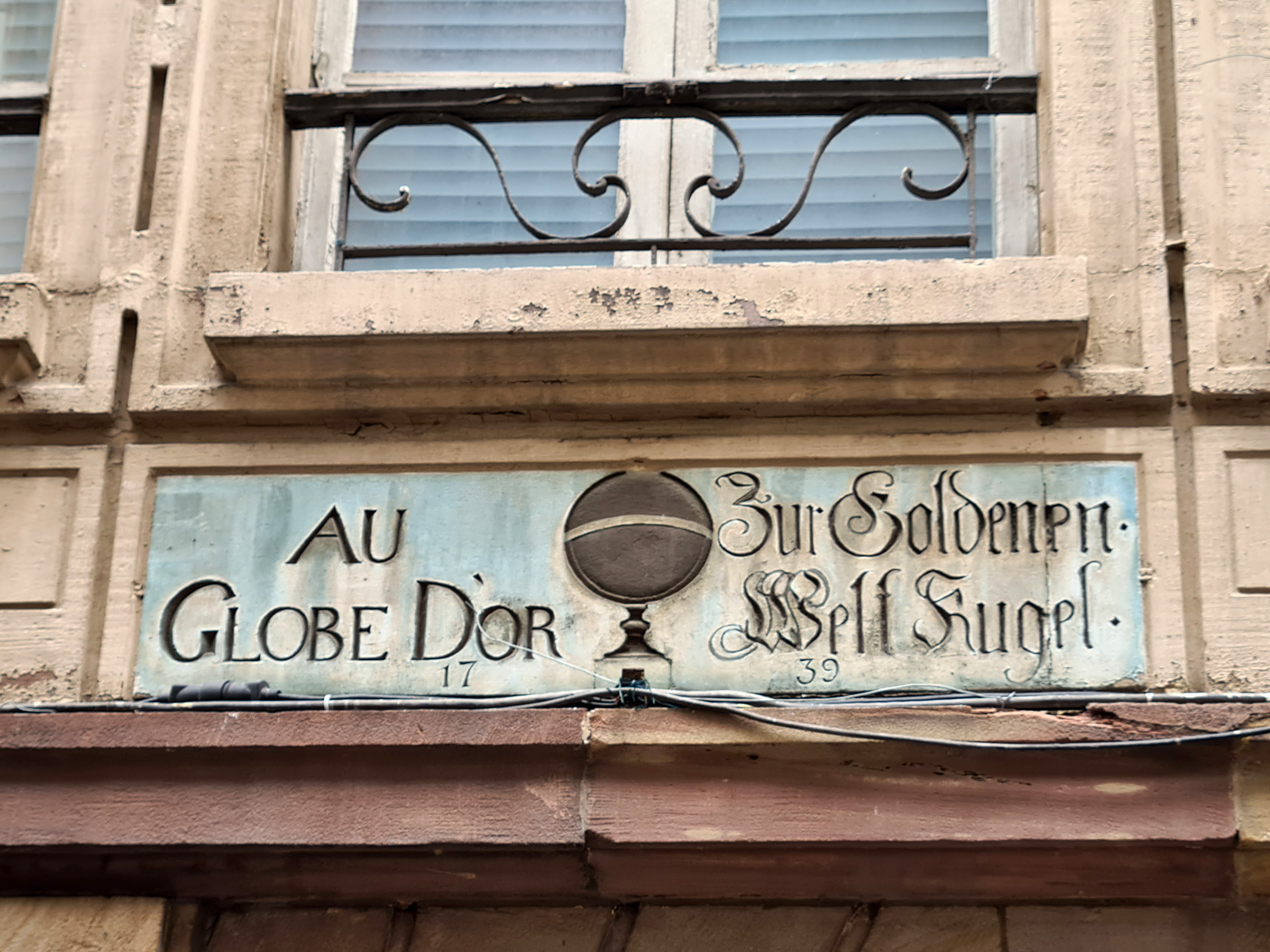
Inscription bilingue du no 17.

no 17Datée de 1739, la maison porte en outre une inscription bilingue : « Au Globe d'Or / Zur Goldenen Welt Kugel ».
nos 26La famille des orfèvres Kirstein a possédé cette maison au XVIIIe et au XIXe siècle.
- Hommages aux victimes dans la rue des Orfèvres